# Vil'gel'm Knorin
Vil'gel'm Georgievič Knorin (citato anche con le grafie Wilhelm e Vilhelm; in bielorusso Вільгельм Георгіевіч Кнорын?, Vil'hel'm Heorhievič Knoryn in russo Вильге́льм Гео́ргиевич Кно́рин?; in lettone Vilhelms "Vilis" Knoriņš; Līgatne, 29 agosto 1890 – Mosca, 29 luglio 1938) è stato un rivoluzionario, politico e storico sovietico.
Fu a capo del Partito Comunista della Bielorussia dal 1920 al 1922 e dal 1927 al 1928. Ricoprì inoltre una posizione di rilievo nell'Internazionale Comunista. Fu ucciso durante le Grandi purghe nell'ambito dell'operazione lettone dell'NKVD.
In qualità di capo della Repubblica Socialista Sovietica Bielorussa nominato di fatto da Mosca, Knorin è noto per una sua famosa dichiarazione contro l'indipendenza della Bielorussia (pubblicata su Zvjazda il 6 ottobre 1918): «Crediamo che i bielorussi non siano una nazione e che le specificità etnografiche che li differenziano dai russi debbano essere cancellate. Noi comunisti, nella regione che chiamate Bielorussia, lavoriamo senza pensare a quale tribù apparteniamo».
Una strada di Minsk è intitolata a Knorin.